# Comuna Horișkî, Kozelșciîna
Horișkî (în ucraineană Хорішки) este o comună în raionul Kozelșciîna, regiunea Poltava, Ucraina, formată din satele Horișkî (reședința), Iurkî, Iurocikî, Kostivka, Pașenivka, Vilne și Zahrebellea.

## Demografie
Componența lingvistică a comunei Horișkî
     Ucraineană (95,7%)
     Rusă (3,99%)
     Alte limbi (0,31%)
Conform recensământului din 2001, majoritatea populației comunei Horișkî era vorbitoare de ucraineană (95,7%), existând în minoritate și vorbitori de rusă (3,99%).